# Morter Tipus 98 de 320 mm

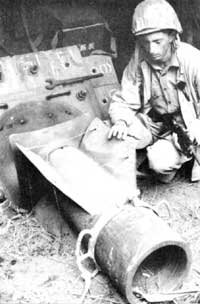
Un projectil d'un morter de 320 mm sense el cap explosiu, capturat en la batalla d'Iwo Jima.

El Morter Tipus 98 de 320 mm (del japonès: 九八式臼砲, kyūhachi-shiki-kyūhō), conegut popularment per els soldats com a Coets fantasma, era una peça d'artilleria japonesa utilitzada durant la Segona Guerra Mundial per l'Exèrcit Imperial Japonès, amb ús molt extens durant la batalla d'Iwo Jima.

## Especificacions
El morter consistia en un tub d'acer, amb un final tapat, o estava situada la base del morter, la qual estava situada sobre una plataforma de fusta. El projectil de 300 kg, 1,5 metres i 330 mm, se situava a la part superior del tub, en comptes de ser inserit en l'interior del morter, el que el convertia en un morter de tipus spigot. La distància operativa del morter es variava depenent de la quantitat de càrregues que s'afegien a la base del projectil. El canó només podia aguantar 5 o 6 trets, abans de ser considerat com a in-utilitzable, per culpa dels danys que rebia després de cada tret. Quan es disparaven un grup d'aquests morters a la vegada, es produïa un efecte i so, que els Marines americans van anomenar com a crits de Jesús. Per a absorbir l'enorme retrocés de cada tret,produït per l'enorme poder de l'enorme projectil, el morter s'acostumava a col·locar a sobre d'una petita muntanya de terra.

## Us
Durant la Segona Guerra Mundial, l'Exèrcit Imperial Japonès va utilitzar al voltant d'entre 12 i 24 morters de 320 mm en Iwo Jima i uns altres 24 en Bataan. Aquest morter va ser utilitzat en alguns numeros més petits en Okinawa.

### Iwo Jima
Els oficials japonesos creien que el morter de 320 mm era utilitzat de manera més efectiva com a arma psicològica, i la van utilitzar més per a espantar els soldats americans, que per causar baixes. Els 300 kg dels projectils, deixaven uns cràters de 2,5 metres de profunditat i 4,5 metres de diàmetre, però causaven unes baixes mínimes, degut a la falta de metralla en aquests. Els morters van ser utilitzats principalment pel 20è Batalló Independent de.
Durant la campanya d'Iwo Jima, la majoria dels 12 o 24 morters van ser amagats en coves i altres amagatalls sota terra, per a protegir-los dels bombardegis americans que es van dur a terme abans de la invasió, el que va fer que els operaris d'aquests haguessin de viure en les mateixes coves i amagatalls que les seves respectives peces d'artilleria, igual que la infanteria. Per culpa del seu elevat pes i la seva dificultat de moviment, les posicions d'aquests morters no solia variar durant la batalla, i sempre estaven quiets. Durant les seves campanyes, les tropes d'aquests morters va ser instruïda i preparada per a intentar fer el màxim dany moral possible, no ferir o matar els soldats enemics.